# Муфта пружинно-кулачкова

Конструкція пружинно-кулачкової муфти

Му́фта пружи́нно-кулачко́ва — самокерована запобіжна муфта, що складається з двох, розміщених на кінцях валів, півмуфт, котрі взаємодіють між собою за допомогою радіально розташованих на їх торцях виступів і впадин (зубців), одна з півмуфт має рухливість в осьовому напрямку і притиснена до другої півмуфти пружиною.

## Будова
У конструкції, зображеній на малюнку, ведуча півмуфта (1) спрягається з веденою (2) через зубці (3). Ведена півмуфта може вільно переміщатися в поздовжньому напрямку по валу. При відведенні рухомої півмуфти від взаємодії з нерухомою, вали можуть обертатись незалежно. Притискання веденої півмуфти до ведучої забезпечується пружиною (4) з регульованим зусиллям стиску. Кулачки виконують з трапецевидним профілем малої висоти з кутом нахилу робочих граней 45…60°.
Розміри муфт підбирають за ДСТУ 2130-93 або обирають конструктивно. Цей стандарт поширюється на запобіжні кулачкові муфти загальномашинобудівного застосування, що призначені для захисту приводів при передачі крутного моменту від 4 до 400 Н·м в будь-якому просторовому положенні, кліматичних виконань У і Т і категорій спряження з валом 1-3 (1 — шпонкове з'єднання, 2 — шліцьове прямобічне з'єднання, 3 — шліцьове евольвентне з'єднання), кліматичних виконань УХЛ і О категорії 4 за ГОСТ 15150.
Приклад умовного позначення запобіжної кулачкової муфти з номінальним крутним моментом 63 Н·м діаметром посадочного отвору 25 мм виконання 1 кліматичного виконання У і категорії 3
Муфта 63-25-У3 ДСТУ 2130-93

## Принцип роботи
При перевантаженні муфти осьова складова сили Fa на гранях кулачків перевищує притискну силу пружини і муфта багатократно проскакує кулачками, створюючи звуковий ефект, сигналізуючи про спрацювання механізму муфти. При високій надійності роботи таких муфт повторні спрацювання кулачків приводять до їх прискореного зношення, внаслідок чого такі муфти використовують для невеликих навантажень і частот обертання.

## Розрахунок
Від дії колової сили Ft в зачепленні виникає осьова сила Fa=Fttgα, що намагається розсунути півмуфти та вивести їх із зачеплення. Цьому протидіє сила пружини F і сила тертя в кулачках та шліцьовому чи шпонковому з'єднанні. З врахуванням цих сил уми рівноваги півмуфти (2) можна записати у вигляді:
{\displaystyle F={\frac {2KM}{D}}[\tan(\alpha -\rho )\ -{\frac {D}{d}}f_{2}],}
де: α — кут нахилу робочих граней кулачків;
ρ — кут тертя в зачепленні кулачків (6…8°);
f2 — коефіцієнт тертя у шліцьовому з'єднанні (~0,15);
D — середній діаметр кулачків;
K — динамічний коефіцієнт навантаження;
d — діаметр вала посадки півмуфти.
Згідно із силою F обирають пружину.

## Застосування
Такі муфти призначені для запобігання перевантаженню механізмів машин крутним моментом. Муфти пружинно-кулачкові ставлять якнайближче до місця виникнення перевантаження; вони можуть працювати тільки при строгій співвісності валів. Однією з найбільше відпрацьованих конструкцій цього типу є запобіжна муфта в затискних патронах для мітчиків.